# محوطه ملا خروشه
محوطه ملا خروشه مربوط به دوران‌های تاریخی پس از اسلام است و در شهرستان رودسر، بخش رحیم آباد، روستای زراکی واقع شده و این اثر در تاریخ ۲۴ اسفند ۱۳۸۳ با شمارهٔ ثبت ۱۱۷۵۰ به‌عنوان یکی از آثار ملی ایران به ثبت رسیده‌است.